# 宇城市立不知火小学校
宇城市立不知火小学校（うきしりつ しらぬひしょうがっこう）は、熊本県宇城市不知火町高良にある公立小学校。

## 沿革
- 1874年（明治7年） - 長崎小学校、浦上小学校を創立する。
- 1875年（明治8年） - 高良小学校を創立する。
- 1877年（明治10年） - 高良小学校が松橋小学校に合併
- 1887年（明治20年） - 不知火尋常小学校創立。高良小学校が松橋小学校から分離
- 1900年（明治33年） - 高良尋常小学校、不知火尋常小学校、亀松尋常小学校が合併し不知火東部尋常小学校となる。長崎尋常小学校と浦上尋常小学校が合併し不知火西部尋常小学校となる
- 1901年（明治34年） - 浦上分教場廃止
- 1918年（大正7年） - 不知火東部尋常小学校が不知火東部尋常高等小学校と改称
- 1925年（大正14年） - 不知火西部尋常小学校が不知火西部尋常高等小学校と改称
- 1932年（昭和7年） - 不知火東部尋常高等小学校と不知火西部尋常高等小学校が合併し不知火尋常高等小学校となる
- 1941年（昭和16年） - 不知火国民学校と改称。
- 1947年（昭和22年） - 不知火村立不知火小学校と改称して、不知火中学校を設置する。
- 1956年（昭和31年） - 町村合併により不知火町立不知火小学校と改称
- 2005年（平成17年） - 町村合併により宇城市立不知火小学校と改称。
- 2021年（令和3年） - 宇城市立松合小学校と統合して（新）宇城市立不知火小学校が開校。

## 関係機関
- 宇城市立不知火中学校